# Procyon lotor maynardi
Ракун багамський або ракун Насау (Procyon lotor maynardi) — острівний підвид ракуна звичайного. Припускається, що цей ракун з'явився на Багамах після того, як люди привезли на острови перших ракунів всього декілька століть тому, підтверджене тим фактом, що ракун багамський близько споріднений з ракуном гваделупським, який мешкає на однойменному острові, що входить в архіпелаг островів, розташованих на відстані майже 2 000 км (1 243 миль) від Багам.

## Опис
Зовні ракун багамський мало відмінний від підвидів ракуна звичайного з материка, проте менший їх в розмірах, що, мабуть, є прикладом острівної карликовості. Довжина голови з тілом 41,5-60 см, довжина хвоста 20-40,5 см. Самці зазвичай більші за самиць. Забарвлення шкури сіре з легким відтінком вохри на шиї і передній частині тулуба. Проте можуть зустрічатися практично чорні особини. На хвості є від 5 до 10 кольорових кілець.

## Ареал
Є ендеміком Багамських островів Карибського моря.

## Спосіб життя
Веде переважно нічний спосіб життя. Активний цілий рік. Раціон складається як з тваринної (дрібні безхребетні і хребетні організми), так і рослинної (ягоди, горіхи, насіння) їжі. Під час спаровування утворює пари, в решту часу веде поодинокий спосіб життя.
Вагітність триває 9-10 тижнів, після чого самиця народжує від 4 до 6 дитинчат. Статеве дозрівання настає у самців в 2 роки, а у самиць в 1 рік.

## Збереження виду
У 1996 році МСОП класифікував підвид як що знаходиться під загрозою, оскільки кількість дорослих особин була менше 2 500. Через постійне скорочення місць проживання ракуна багамського може осягнути долю вимерлого ракуна барбадоського (Procyon lotor gloveralleni). Проте досі ефективні заходи для збереження цього виду не робляться.